# Chamissoa
Genre
Chamissoa, est un genre de plantes à fleurs de la famille des Amaranthaceae (famille de la betterave et du quinoa), dans l'ordre des Caryophyllales
Ce genre originaire des Amériques, a été nommé au XIXe siècle par Karl Sigismund Kunth en l'honneur du botaniste Adelbert von Chamisso.
Ce genre était autrefois inclus dans la famille des Chenopodiaceae

## Espèces
Les espèces suivantes :
- Chamissoa acuminata
- Chamissoa altissima (Jacq.) Kunth - Liane-panier, False chaff flower